# Marstall (Kempten)

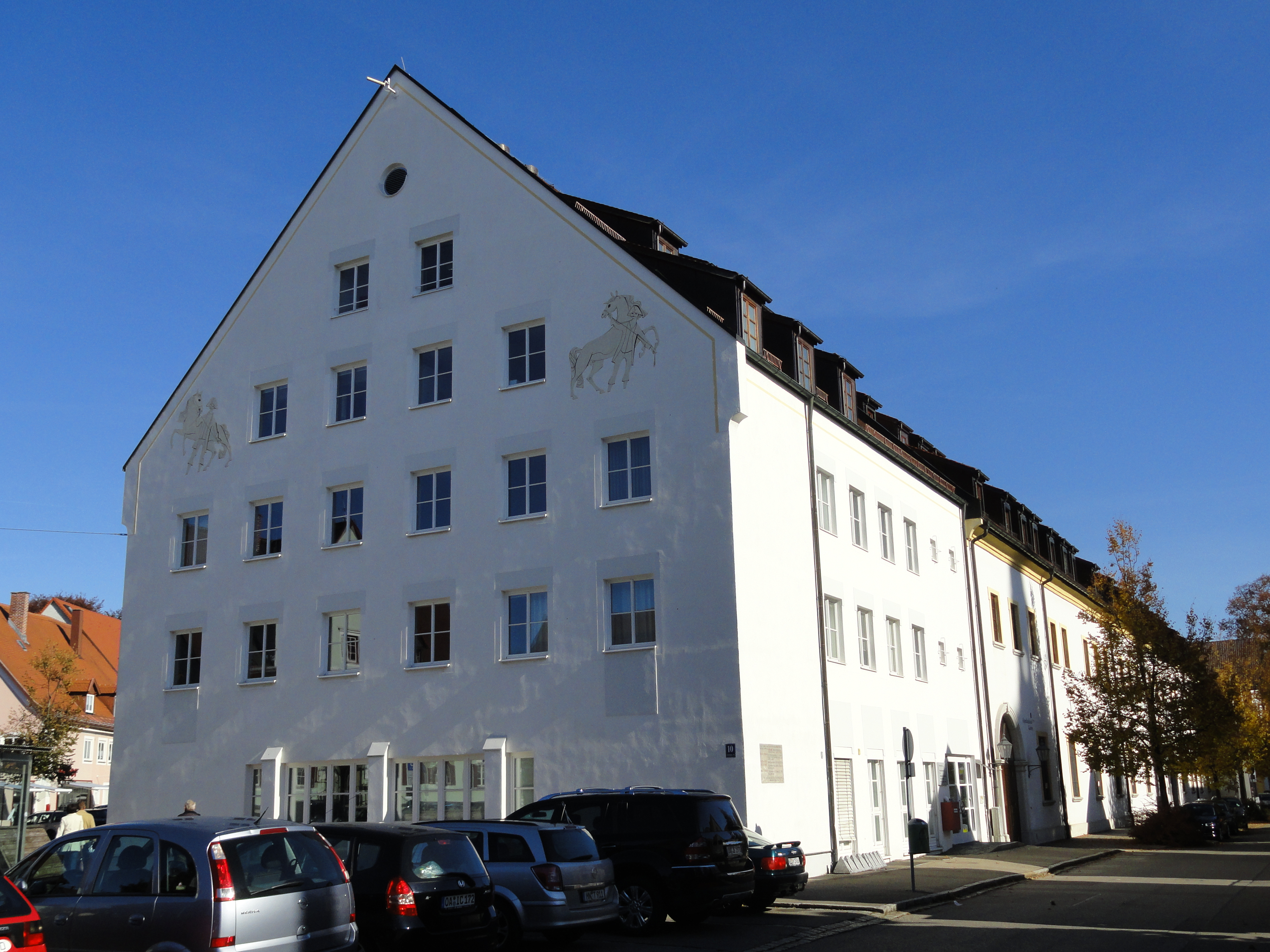
Der Marstall in Kempten: Der vordere Teil wurde 1968 erbaut und ersetzte dort den alten Teil. Dahinter befindet sich der restliche alte Teil aus dem 18. Jahrhundert.

Der ehemalige Marstall an der Landwehrstraße in Kempten (Allgäu) ist ein um 1730 von Fürstabt Anselm von Reichlin-Meldegg als Teil eines nicht komplett erbauten großen Wirtschaftsareals mit drei Innenhöfen im nördlichen Teil der Stiftsstadt erbautes Gebäude. Ursprünglich sollte ein Ökonomiebau des neuen Klosters entstehen, der anfangs einen, später zwei bzw. drei Innenhöfe haben sollte und eine Einheit mit der Stiftsmälzerei haben sollte.
Das zweigeschössige Bauwerk ist langgestreckt und wurde im 19. Jahrhundert und 1968 teilweise abgerissen und erneuert. 1991 wurden in dem Gebäude das Alpinmuseum und die Alpenländische Galerie eröffnet. Nachdem die im Erdgeschoss, in den ehemaligen Ställen untergebrachte Alpenländische Galerie 2015 geschlossen worden war, wurde das Erdgeschoss vom Alpinmuseum unter anderem für Sonderausstellungen genutzt. In der Nähe stehen die Orangerie und das Kornhaus. In einer Säulenhalle des Alpinmuseums fanden einige herausragende Exponate der Alpenländischen Galerie unter der Bezeichnung Leuchtendes Mittelalter ein Zuhause. Ende 2021 wurde das Alpinmuseum geschlossen, unter anderem da der Platz für ein Zwischenlager wegen des Neubaus des Museumsdepots benötigt wurde.
Da das Kornhaus ab 2019 nicht mehr als Museumsgebäude für das Allgäu-Museum genutzt wird, soll ein entsprechendes Museum im Marstall etabliert werden.

## Denkmalschutz
Der Baukomplex ist ein Baudenkmal. Die Beschreibung lautet:

„Ehemaliger Marstall, Fragment des großen Wirtschaftshofes im Norden des Stifts, langgestreckter zweigeschossiger Trakt mit rundbogigen Portalen, Querflügel an der Herrenstraße, erbaut um 1730.“